# Kreuzkirche (Gelsenkirchen-Feldmark)

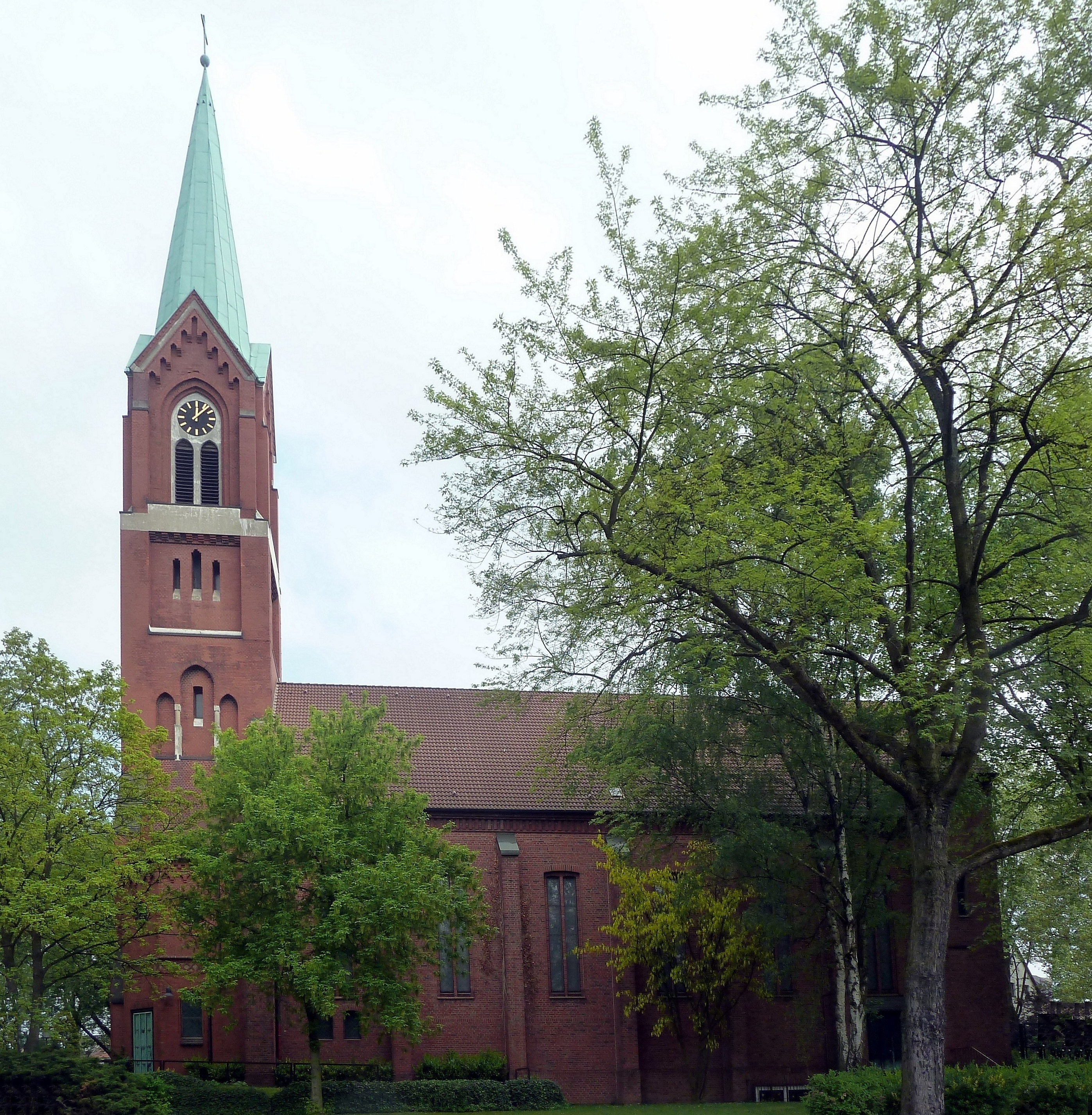
Kreuzkirche, Gelsenkirchen-Feldmark

Die Kreuzkirche ist eine evangelische Kirche im Gelsenkirchener Stadtteil Feldmark. Sie wurde von 1904 bis 1906 nach Plänen von Friedrich Graeber erbaut und nach Kriegszerstörung vereinfacht wiederhergestellt. Seit 2014 gehört sie zur Evangelischen Emmaus-Kirchengemeinde Gelsenkirchen im Kirchenkreis Gelsenkirchen und Wattenscheid der Evangelischen Kirche von Westfalen.

## Geschichte und Bauwerk

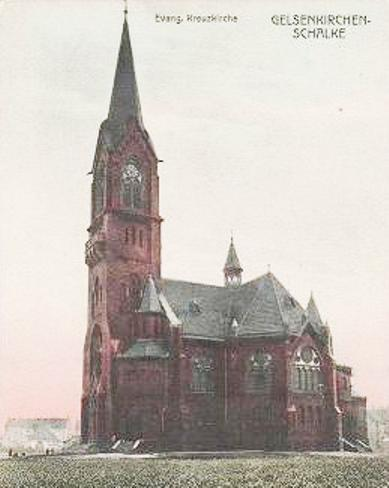
Aufnahme kurz nach dem Bau

Der Stadtteil Feldmark wurde 1953 hauptsächlich aus dem Westteil von Schalke gebildet. Dieser Bereich, an dem ursprünglich der Name Schalke hing, war noch lange überwiegend landwirtschaftlich geprägt und wurde erst um 1900 im Zuge der fortschreitenden Industrialisierung zum Gewerbe- und Wohngebiet.
Um diese Zeit war die 1882 erbaute evangelische Kirche am Schalker Markt bereits zu klein geworden. Die Planungen für eine zweite evangelische Kirche in Schalke konzentrierten sich auf die Feldmark. Das 1.000 m² große Grundstück wurde von einem örtlichen Landwirt erworben.
Der Architekt Friedrich Graeber konzipierte eine reich gegliederte neugotische Hallenkirche aus Backstein mit eingezogenem, polygonalem Altarraum, zwei polygonal schließenden Querhausarmen, einem hohen, schlanken Glockenturm über dem Portal und einem Vierungs-Dachreiter.
Im Zweiten Weltkrieg wurde die Kirche zerstört. Vom Turm blieben jedoch große Teile erhalten; er wurde im Zuge des Wiederaufbaus restauriert. Anstelle des neugotischen Langhauses wurde bis 1954 eine schmucklose Backstein-Halle mit gotisierenden Strebepfeilern gebaut. Das Innere ist von mehrkantigen Pfeilern in drei Schiffe gegliedert, das Mittelschiff von einer flachen Netzkonstruktion überwölbt. Von den Querhausarmen wurde nur der nördliche erneuert. Die Altarwand ist flach. Die Bildfenster entwarf Karl Hellwig 1954.